# Yoshikazu Yamashita
 (mai 2017).
Pour les articles homonymes, voir Yamashita.
Yoshikazu Yamashita (山下 義一, Yamashita Yoshikazu) est un directeur et concepteur de jeu vidéo travaillant pour la firme japonaise Nintendo.

## Ludographie
Liste partielle (tiré en partie de) : 
- 2000 : Pokémon Stadium 3: Gold & Silver, Nintendo, programmeur
- 2000 : Pokémon Stadium 2, Nintendo Co., Ltd.
- 2001 : Pikmin, Nintendo Co., Ltd., programmeur
- 2001 : The Legend of Zelda: Oracle of Seasons, Nintendo Co., Ltd.
- 2001 : The Legend of Zelda: Oracle of Ages, Nintendo Co., Ltd.
- 2004 : Super Mario 64 DS, Nintendo, gestionnaire de projet
- 2004 : Pikmin 2, Nintendo Co., Ltd., programmeur
- 2004 : The Legend of Zelda: The Minish Cap, Nintendo Co., Ltd., superviseur
- 2005 : Big Brain Academy, Nintendo Co., Ltd., directeur assistant
- 2006 : Wii Sports, Nintendo of America Inc., co-directeur
- 2006 : Rhythm Tengoku, Nintendo Co., Ltd.
- 2007 : Check Mii Out Channel, Nintendo, directeur
- 2009 : Wii Sports Resort, Nintendo, co-directeur
- 2012 : Nintendo Land, Nintendo, co-directeur
- 2013 : The Legend of Zelda: A Link Between Worlds, Nintendo, planification
- 2015 : Super Mario Maker, Nintendo, directeur de planification